# Skatudden
För andra betydelser, se Skatudden (olika betydelser).
Skatudden (finska: Katajanokka) är en stadsdel i Helsingfors stad och en del av Estnäs distrikt. Skatudden är avskild från fastlandet med en kanal och man kommer till Skatudden över fyra broar, av vilka två är avsedda enbart för fotgängare och cyklister, från Salutorget och Alexandersgatan. 
På Skatudden finns Helsingfors före detta fängelse, Uspenskijkatedralen (med den omgivande Skatuddsparken, från 2014 med namnet Tove Janssons park, Utrikesministeriet, Stora Ensos huvudkontor och Keskos tidigare huvudkontor, Skatuddens kasino och Skatuddens terminal som trafikeras av Viking Line. 
Utrikesministeriet flyttade även i slutet på 1980-talet ut till renoverade kaserner på Skatudden. Dessa kaserner hade ursprungligen tillhört den ryska marinen.
Skatudden har länge varit ett viktigt hamnområde. På 1800-talet hade området dåligt rykte, med spritlangande och prostituerade. Flera stora magasinsbyggnader dominerade landskapet. Från slutet av 1800-talet och början av 1900-talet härstammar Skatuddens fina jugendkvarter, som är en av orsakerna till de höga bostadspriserna på udden. På 1980-talet byggdes området längst ut på Skatudden med nya bostäder. Skatudden hade en järnvägsförbindelse för godstrafik till hamnen mellan åren 1894 och 1980. Järnvägen rundade hela Helsingfors udde. 
På Skatudden låg också Skatuddens varv, som började efter Finlands självständighet som Statens varv för den finländska flottans behov.

## Bildgalleri

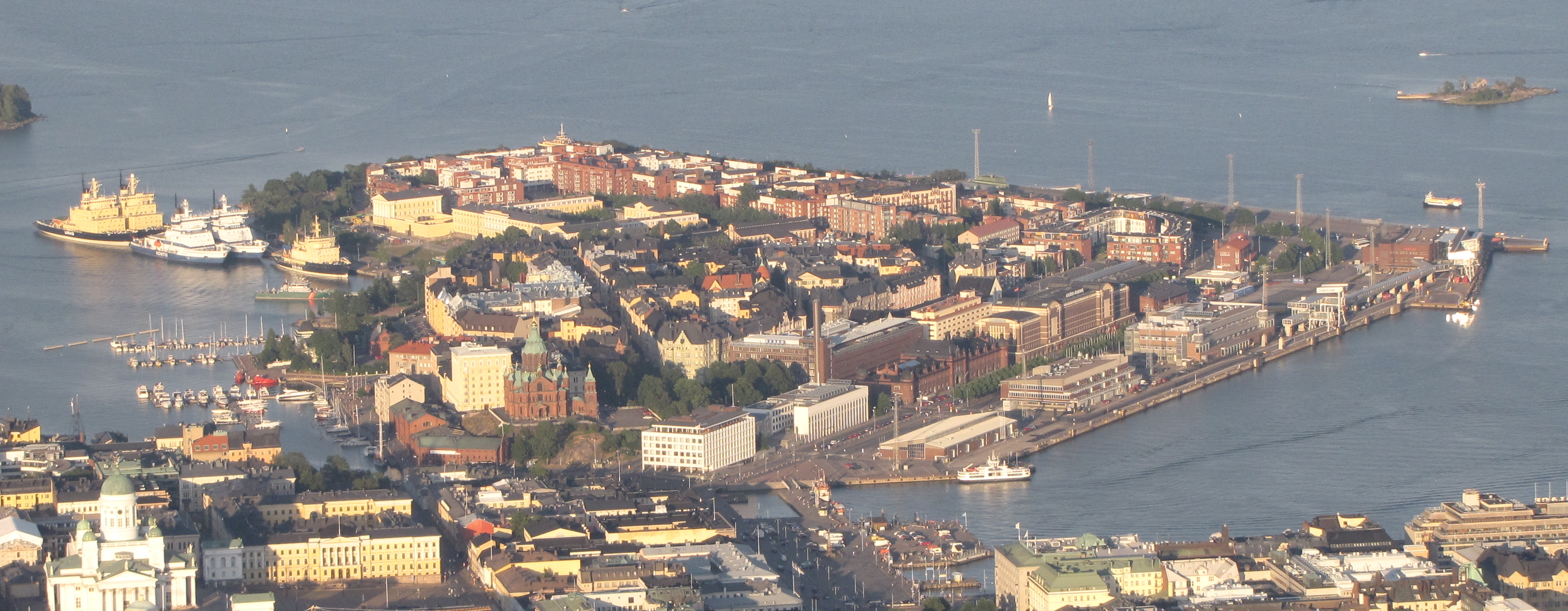
Skatudden sedd från en varmluftsballong

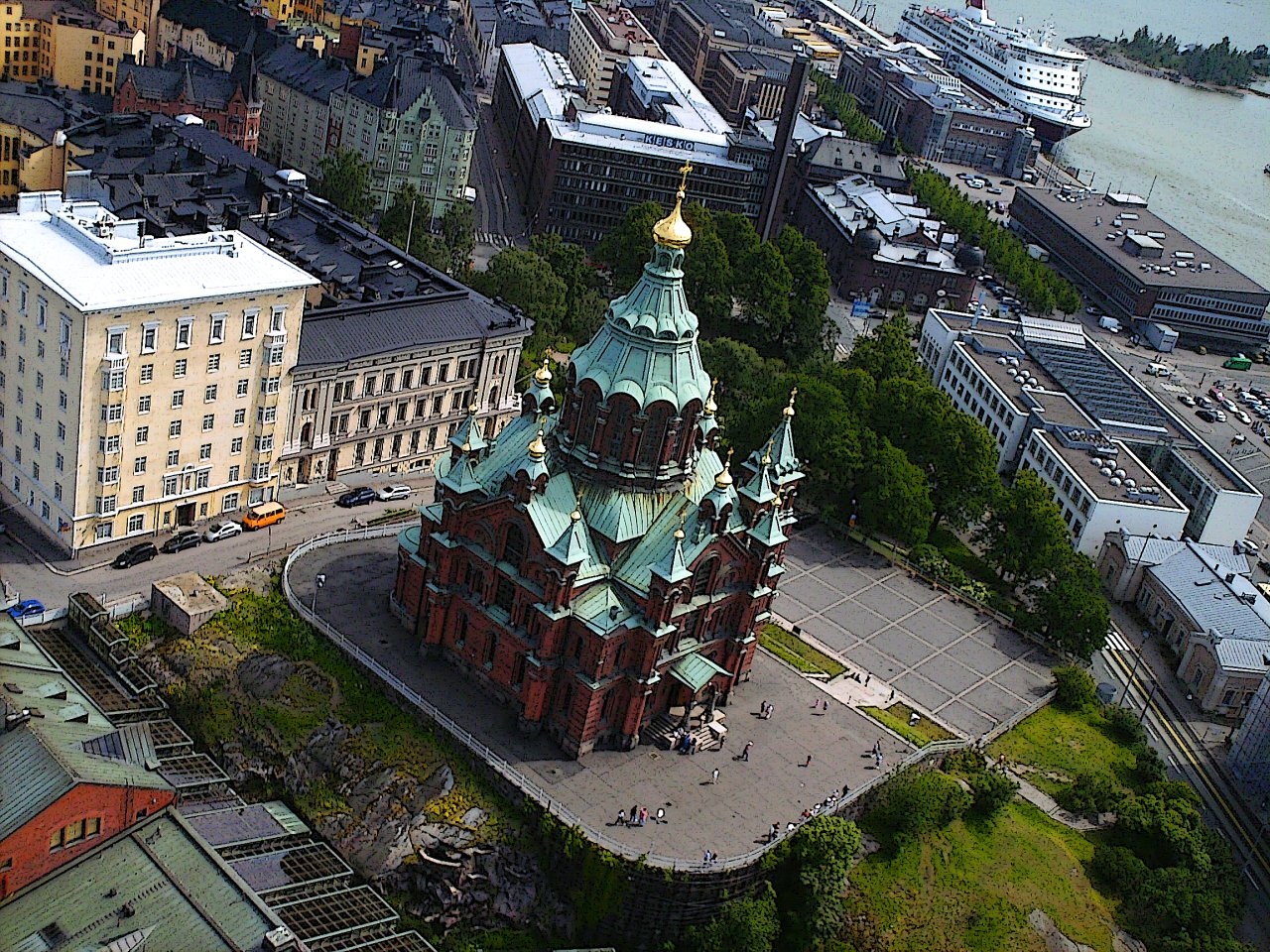
Uspenskijkatedralen, med den omgivande Tove Janssons park
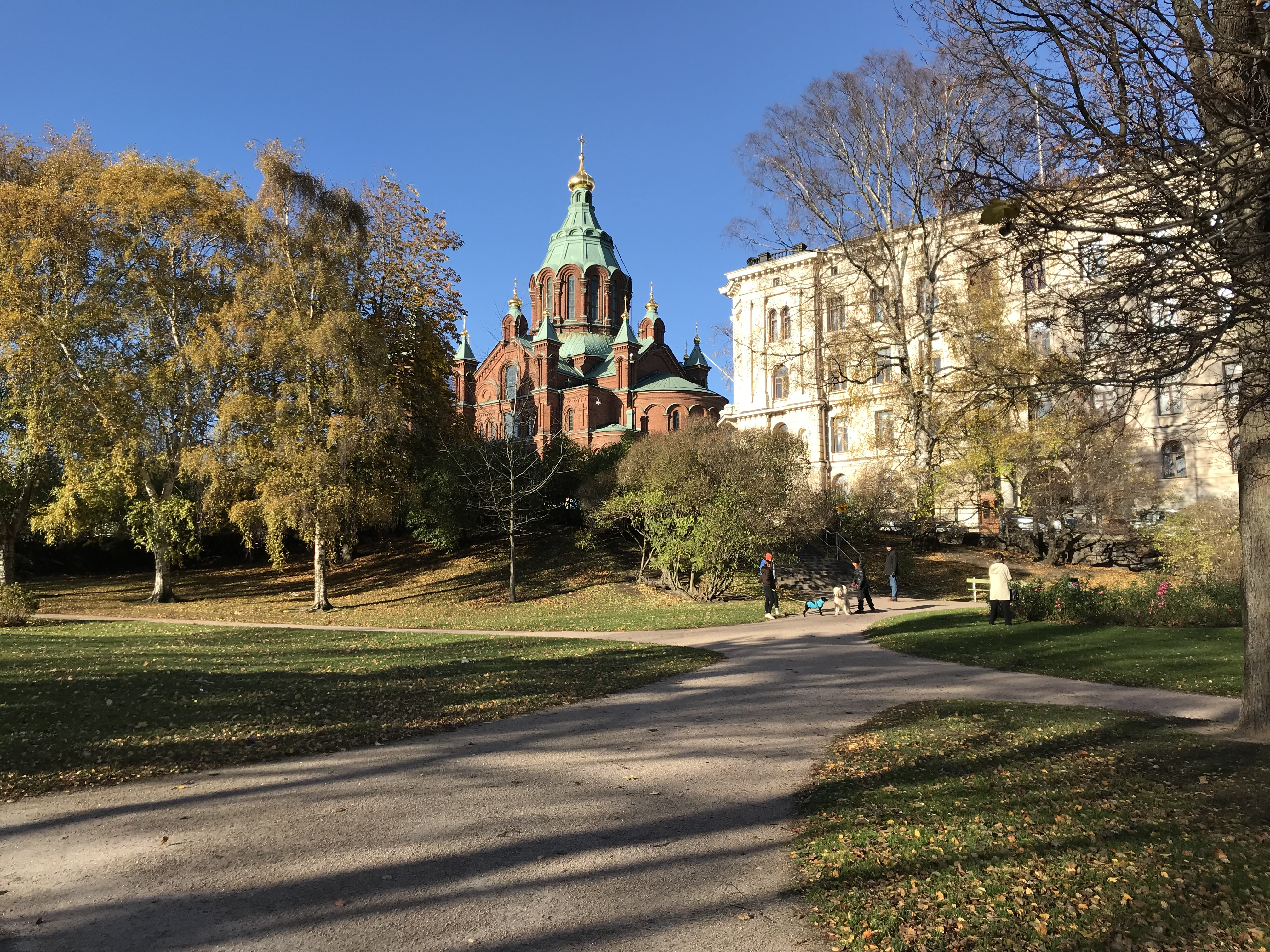
Tove Janssons park
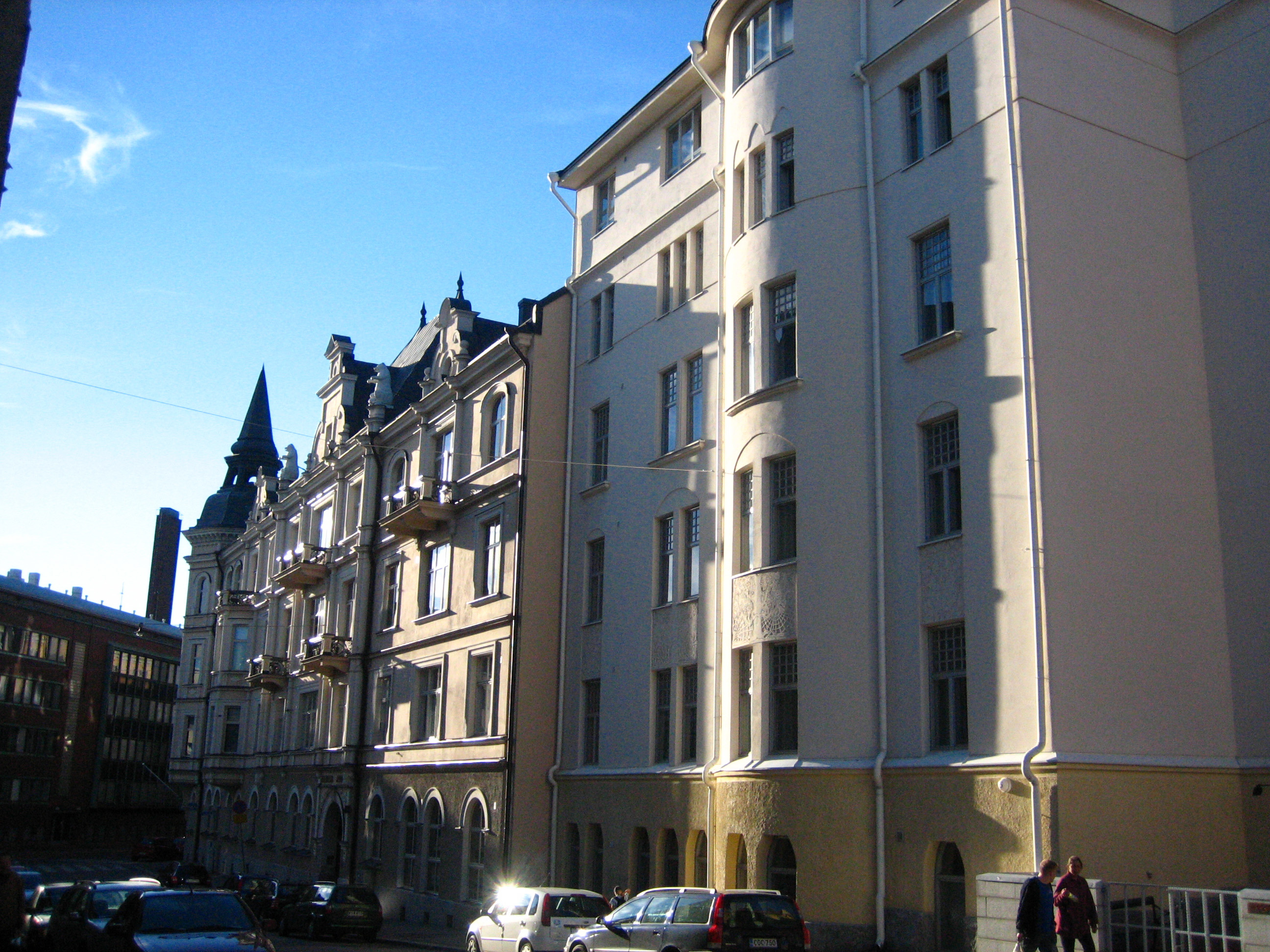
Jugendhus på Skatudden
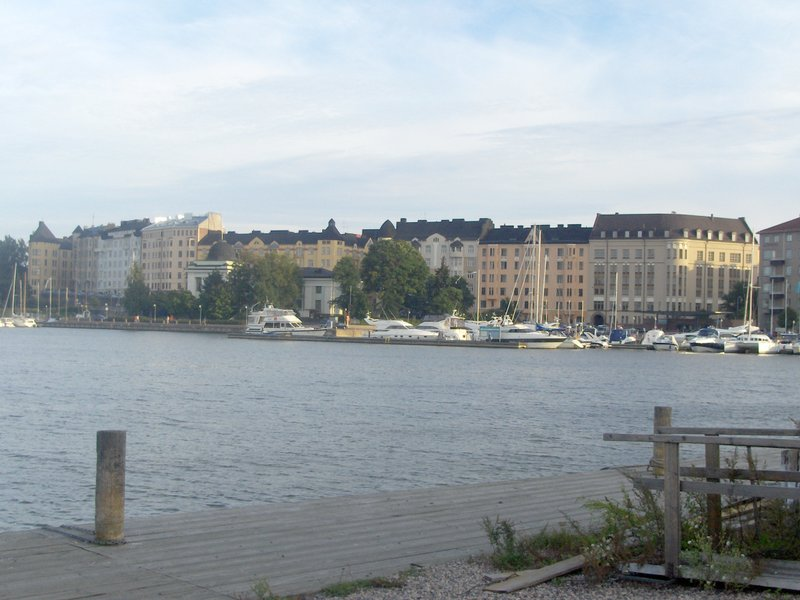
Skatudden
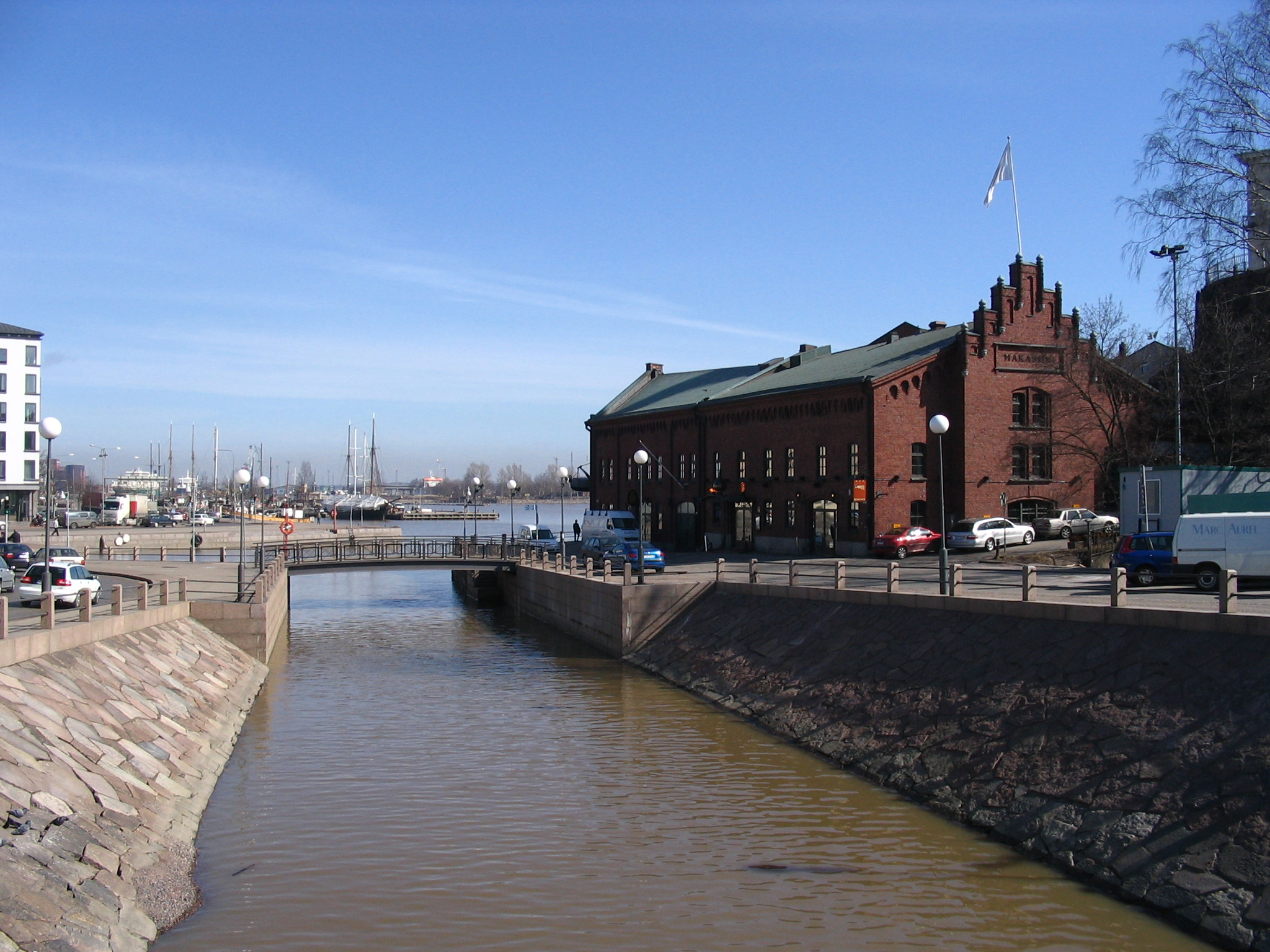
Skatuddens kanal
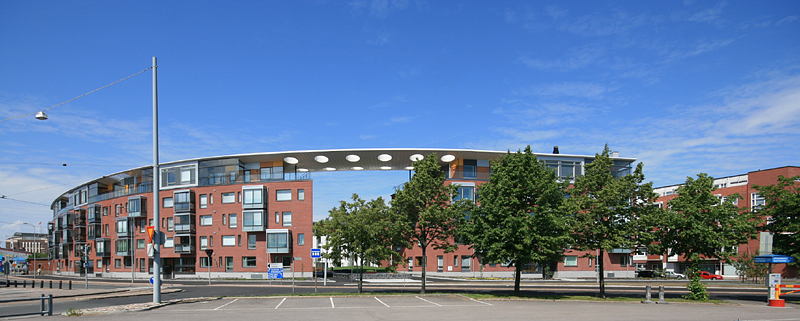
Modern arkitektur på Skatudden
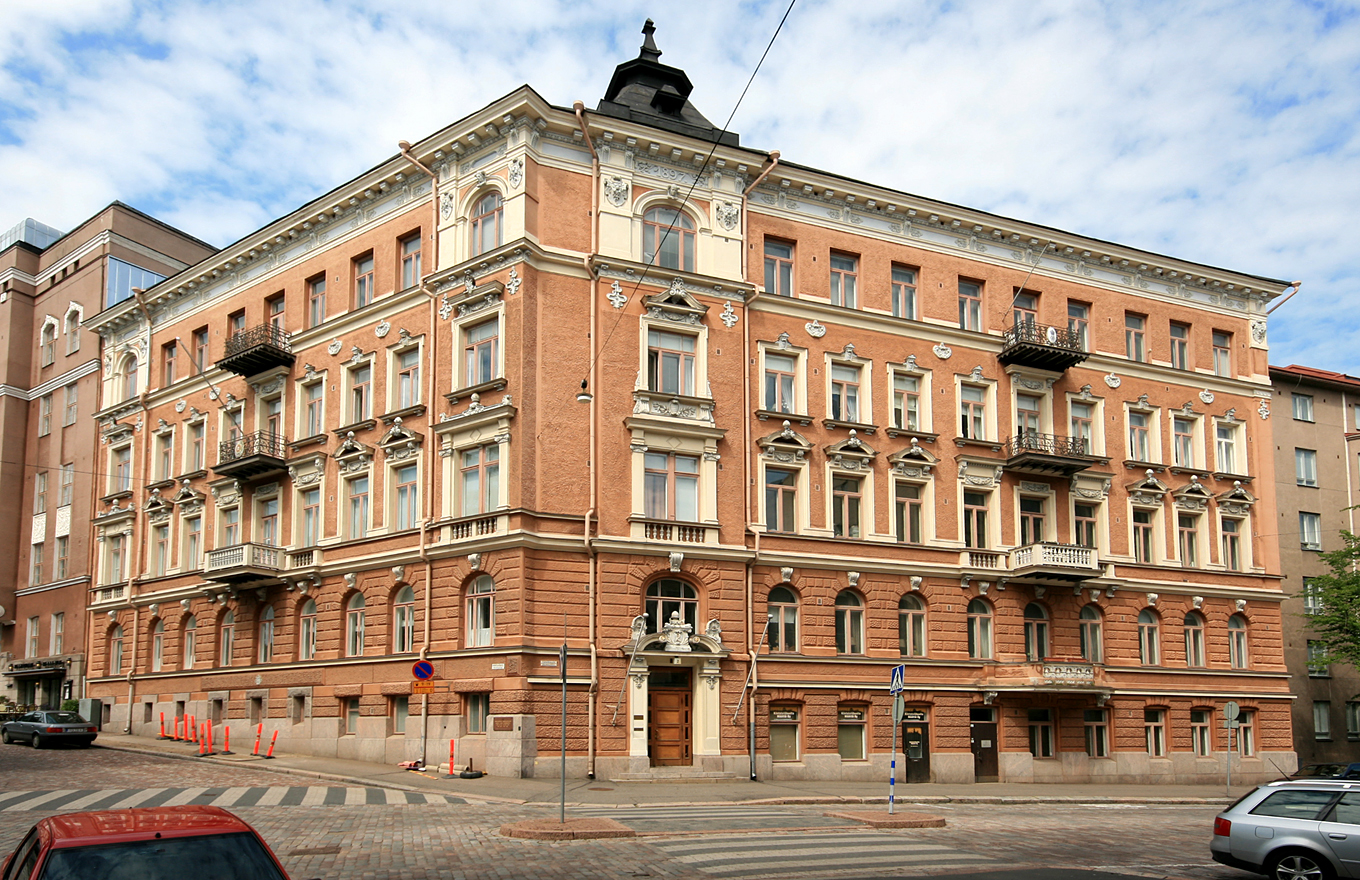
Nyrenässansarkitektur på Skatudden
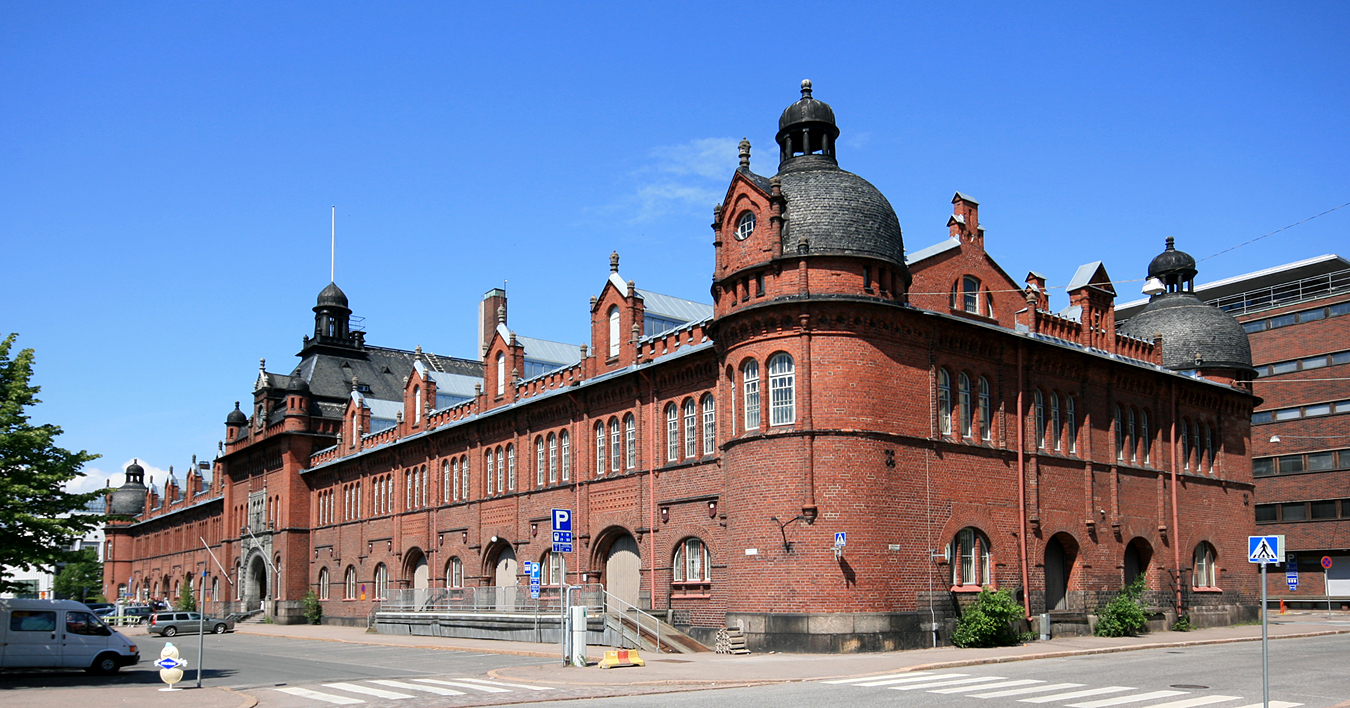
Skatuddens gamla tull- och packhus
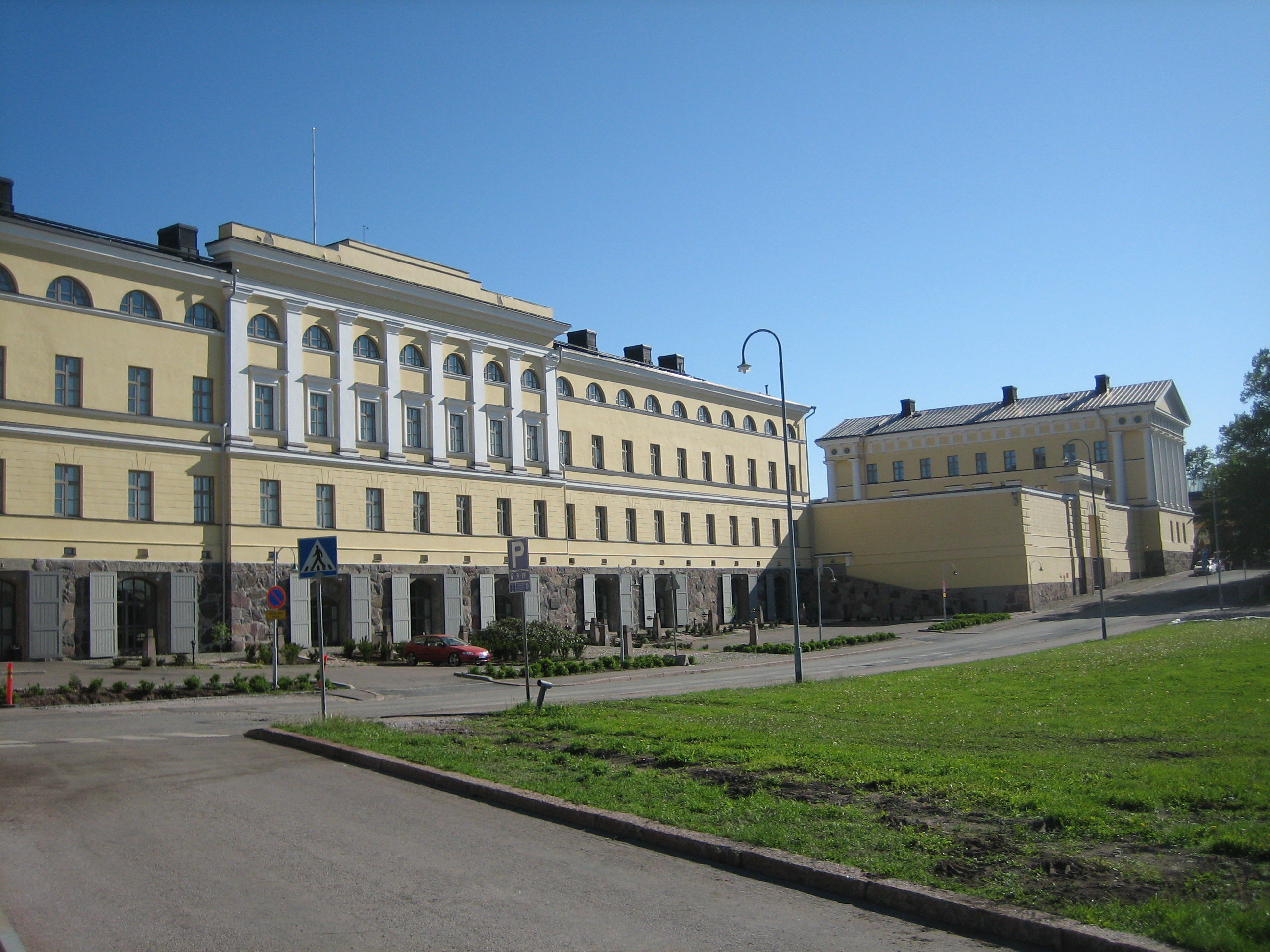
Marinkasernen